# Ancylotrypa brevicornis
Ancylotrypa brevicornis är en spindelart som först beskrevs av Hewitt 1919.  Ancylotrypa brevicornis ingår i släktet Ancylotrypa och familjen Cyrtaucheniidae. Inga underarter finns listade i Catalogue of Life.